# Святой Климент Охридский (антарктическая станция)

Топографическая карта района базы, 2012 г.

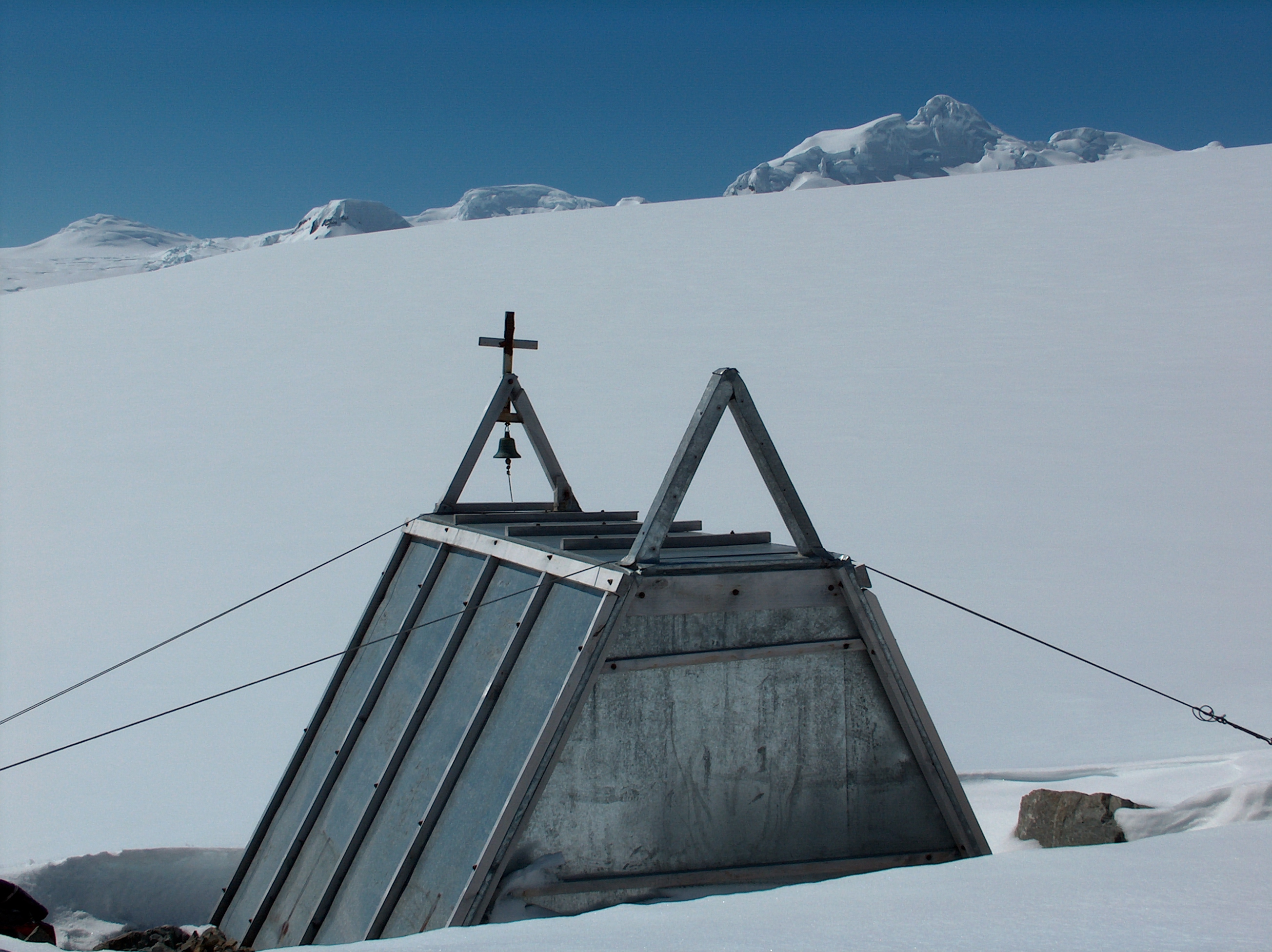
Часовня Иоанна Рыльского

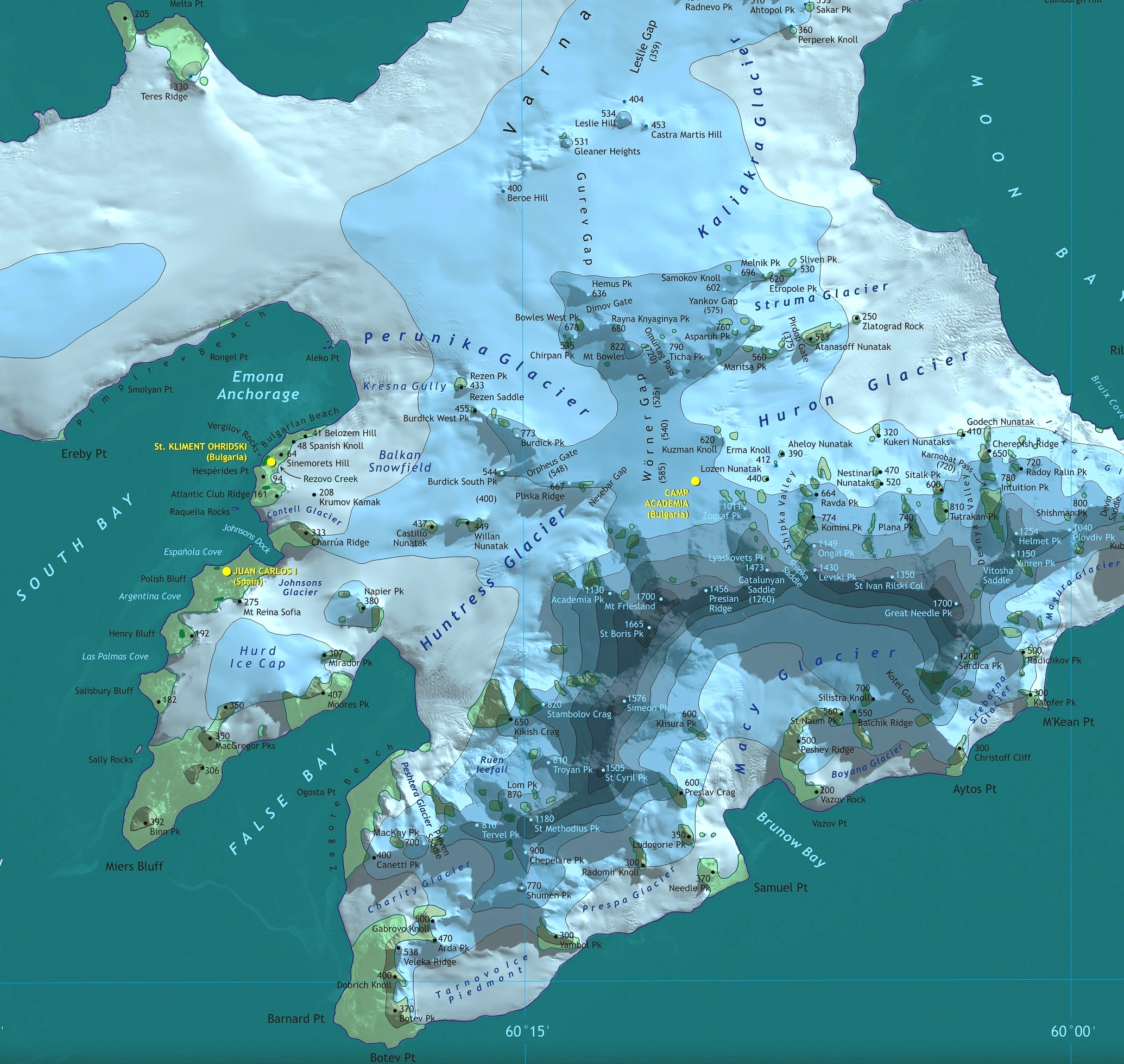
Восточноцентральный район острова Ливингстон со станциями Св. Климент Охридский и Хуан Карлос I, и Лагерем Академия

Свято́й Кли́мент О́хридский (болг. Свети Климент Охридски) — болгарская антарктическая станция на острове Смоленск (Ливингстон). Географические координаты: 62°38′30″ ю. ш. 60°21′54″ з. д..
Расположена в 130 м от рейда Емоны Южного залива, который используется для перевозки людей и товаров надувными лодками типа «Зодиак». Летом район станции пересекается Резовским ручьём, обеспечивающим водоснабжение.
Основана в 1988 году как база Софийского университета, в 1993 году названа в честь святого Климента Охридского (840—916) — первого епископа Болгарии.

## История

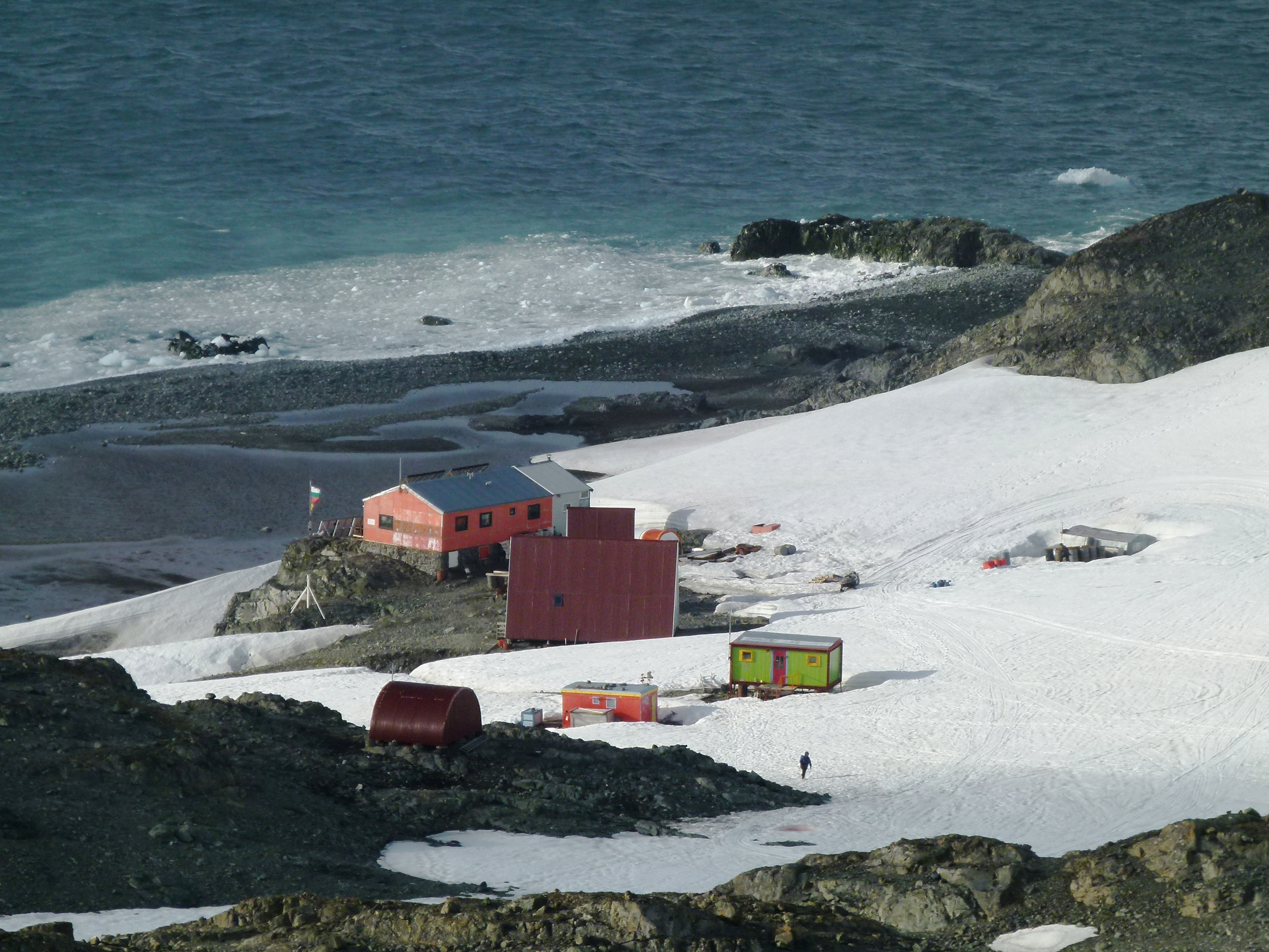
Станция в 2012 г.

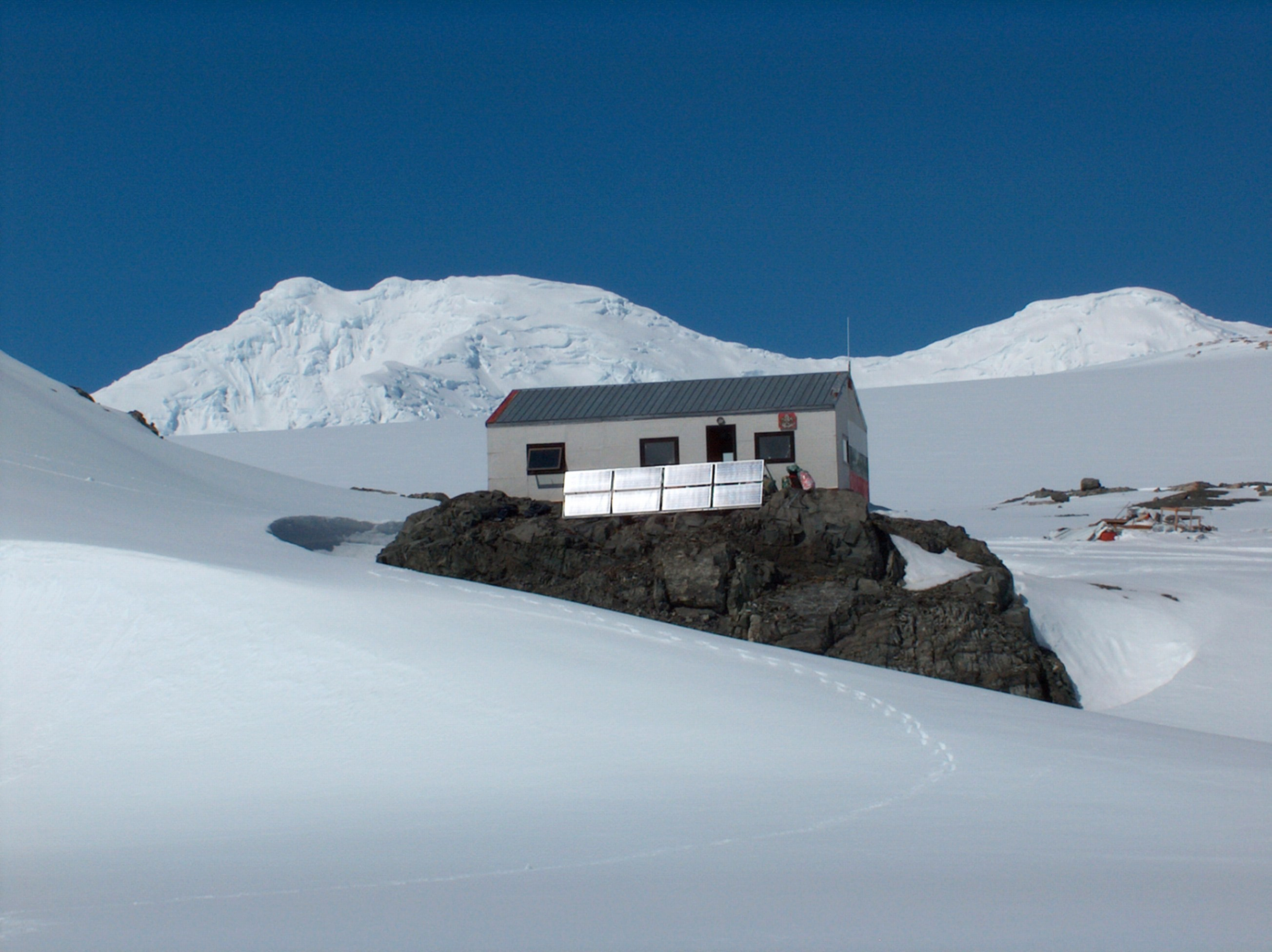
Основная постройка станции

После неудачной попытки высадиться у мыса Восток на северо-западном побережье Земли Александра I, с 26 по 29 апреля 1988 года на острове Ливингстон командой из четырёх болгарских исследователей Антарктиды, при содействии советского исследовательского судна «Михаил Сомов», были смонтированы две сборные постройки. В знак признательности за это содействие, «Холм Песьякова» вблизи базы назван именем командира судна, капитана Феликса Александровича Песьякова.
Сооружения были отремонтированы и 11 декабря 1993 года указом президента Болгарии Желю Желева объявлена болгарской базой «Святой Климент Охридский».
С 1995 года действует почтамт 1090 Болгарской почты. В 1996—1998 годах добавлено новое многофункциональное здание.
В 1998 году Болгария стала полноправным членом антарктического сообщества с правом вето по всем вопросам, связанным с жизнью на Антарктиде.
В 2002—2003 годах на станции построена часовня святого Иоанна Рыльского, которая считается первым православным строением в Антарктике.
Станцию регулярно посещают представители болгарских организаций, ответственных за деятельность Болгарии в Антарктике; в январе 2005 года здесь побывал Президент республики Георгий Пырванов.
В сезоне 2008—2009 годов были построены два новых здания, спальные помещения, медицинский кабинет и научные лаборатории (геологическая и биологическая).
С октября 2012 года в первой болгарской постройке на Антарктиде, известной как «Хромая собака» (Куцото куче), и построенной в 1988 году во время первой болгарской экспедиции на ледовый континент, размещён Музей острова Ливингстон, филиал Национального исторического музея Болгарии. 11 июня 2015 года постройка была признана историческим памятником Антарктики.

## Современное положение
Расположена станция очень удачно, с удобными сухопутными маршрутами на плато Балкан, хребты Бэрдик, Плиска и Боулс, горы Тангра и в другие внутренние районы острова Ливингстон. Лагерь «Академия» расположен в глубине острова, в 11 км к востоку от станции святого Климента Охридского. Испанская антарктическая станция «Хуан Карлос I» расположена в 2,7 км к юго-юго-западу и доступна с помощью лодок «Зодиак» или по сухопутной трассе длиной 5,5 км.
На станции ведутся интернациональные геологические, метеорологические, биологические, гляциологические, медицинские, топографические и географические исследования. Станцию иногда посещают туристические судна с мыса Ханна, одного из самых популярных объектов антарктического туризма, расположенного всего в 12 км к западу от станции.

## Карты

Карта острова Ливингстон

- Л. Л. Иванов, Станция Святого Климента Охридского, остров Ливингстон, Топографическая карта масштаба 1:1000, Проект Болгарской комиссией по антарктическим наименованиям, поддержанный Атлантическим клубом Болгарии и Болгарским антарктическим институтом, София, 1996 (Первая болгарская антарктическая топографическая карта, на болгарском)
- L. L. Ivanov et al, Antarctica: Livingston Island, South Shetland Islands (from English Strait to Morton Strait, with illustrations and ice-cover distribution), 1:100000 scale topographic map, Antarctic Place-names Commission of Bulgaria, Sofia, 2005
- Л. Иванов. Антарктика: Остров Ливингстън и острови Гринуич, Робърт, Сноу и Смит. Топографска карта в мащаб 1:120000. Троян: Фондация Манфред Вьорнер, 2009. ISBN 978-954-92032-4-0
- L. L. Ivanov. Antarctica: Livingston Island and Greenwich, Robert, Snow and Smith Islands. Scale 1:120000 topographic map. Troyan: Manfred Wörner Foundation, 2009. ISBN 978-954-92032-6-4
- L. L. Ivanov. Antarctica: Livingston Island and Smith Island. Scale 1:100000 topographic map. Manfred Wörner Foundation, 2017. ISBN 978-619-90008-3-0
- Антарктика, Южни Шетландски острови, о. Ливингстън: Българска антарктическа база. Листи 1 и 2. Топографска карта в мащаб 1:2000. Агенция по геодезия, картография и кадастър, 2016.